# Apache Creek (Nuevo México)
Apache Creek es un lugar designado por el censo ubicado en el condado de Catron en el estado estadounidense de Nuevo México. En el Censo de 2010 tenía una población de 67 habitantes y una densidad poblacional de 3,15 personas por km².
Se localiza a tres millas al noreste de Cruzville, en la unión del arroyo Apache y el río Tularosa. El pueblo de Apache Creek, también conocido como las ruinas de Apache Creek, está localizada cerca del pueblo. Fue registrado por la comisión para la preservación histórica de Nuevo México en 1969.
Desde el año 1928 hasta 1958 Apache Creek tuvo su propia oficina postal, y desde entonces se envían correos hasta Aragón.

## Geografía
Apache Creek se encuentra ubicado en las coordenadas 33°51′37″N 108°36′54″O / 33.86028, -108.61500. Según la Oficina del Censo de los Estados Unidos, Apache Creek tiene una superficie total de 21.28 km², de la cual 21.24 km² corresponden a tierra firme y (0.19%) 0.04 km² es agua.

## Historia
Los jefes Apaches Mangas Coloradas, Victorio, Gerónimo, Chato y Cochise organizaron un guerrilla en contra de los colonos de los Estados Unidos de América en esta área. La masacre de Alma de Cochise fue ejecutada en esta área. Originalmente fueron los Apache los que fueron amistosos a los exploradores y colonizadores; pero, cuando sus tierras y agua fueron usurpadas por los colonos iniciaron una guerra para defenderlas. La guerrilla finalmente llegó a su final con la rendición del famoso jefe en 1886.

## Presente
Apache Creek posee un cementerio que data del año 1900 a 1960s.

## Pueblo Apache Creek
El Pueblo Apache Creek se localiza al norte del actual pueblo de Apache Creek. Se denominó Ruias de Apache Creek de acuerdo a la comisión de preservación histórica de Nuevo México.

## Demografía
Según el censo de 2010, había 67 personas residiendo en Apache Creek. La densidad de población era de 3,15 hab./km². De los 67 habitantes, Apache Creek estaba compuesto por el 95.52% blancos, el 0% eran afroamericanos, el 0% eran amerindios, el 0% eran asiáticos, el 0% eran isleños del Pacífico, el 4.48% eran de otras razas y el 0% pertenecían a dos o más razas. Del total de la población el 13.43% eran hispanos o latinos de cualquier raza.